# Sarkel
Sarkel (grec medieval: Σάρκελ, Sàrkel; khàzar: Šarkel) fou una fortalesa que custodiava el riu Don, actualment associada a les ruïnes situades prop de Tsimliansk (Rússia). Als segles viii i ix ja hi havia una primera fortalesa al marge dret, que controlava el gual al riu i pertanyia a una població de la cultura Sàltovo-Maiaki. Després de la destrucció, el gran kan khàzar demanà a l'emperador romà d'Orient Teòfil (r. 829–842) que li construís la plaça forta de Sarkel. Cap al 833, l'espatarocandidat Petrones Camater viatjà al Tanais (Don) i erigí al marge esquerre una fortalesa de maons amb un morter fet de petites closques del riu. Hi havia una rotació anual de la guarnició de tres-cents homes de Sarkel.
Les ruïnes tenen un perímetre rectangular de 193,5 × 133,3 m, mentre que les muralles feien 3,75 m de gruix. Les efígies dels maons difereixen de les tradicionals utilitzades a l'Imperi Romà d'Orient. Les restes arqueològiques indiquen que la fortalesa caigué en desús unes dècades després de la construcció i esdevingué una població normal i corrent. La plaça forta fou destruïda per Sviatoslav I de Kíev (r. 945–972), però l'assentament perdurà fins a l'atac de Vladímir II Monòmac (r. 1073–1125) el 1116/1117. Al segle x, Ibn Khurradàdhbih esmentà la fortalesa en un text sobre un cap khàzar que vivia al Don i cobrava un impost d'una desena part als mercaders russos.